# Stenia datisalis
Stenia datisalis là một loài bướm đêm trong họ Crambidae.